# Thomas E. Martin
Thomas E. Martin (Melrose, 1893. január 18. – Seattle, 1971. június 27.) az Amerikai Egyesült Államok szenátora (Iowa, 1955–1961).